# Dyckesville
Dyckesville ist eine Siedlung auf gemeindefreiem Gebiet im Brown und im Kewaunee County im US-amerikanischen Bundesstaat Wisconsin. Zu statistischen Zwecken ist der Ort zu einem Census-designated place (CDP) zusammengefasst worden. Im Jahr 2020 hatte Dyckesville 490 Einwohner.
Dyckesville ist Bestandteil der Metropolregion um die Stadt Green Bay.

## Geografie
Dyckesville liegt im Osten Wisconsins auf der Door-Halbinsel, die die Green Bay vom eigentlichen Michigansee trennt. Die geografischen Koordinaten von Dyckesville sind 44°38′36″ nördlicher Breite und 87°45′40″ westlicher Länge. Der Ort erstreckt sich über eine Fläche von 2,7 km² und ist zu etwa gleichen Teilen Bestandteil der Town of Green Bay des Brown County sowie der Town of Red River des Kewaunee County. 
Nachbarorte von Dyckesville sind Brussels (17,1 km nordöstlich), Duvall (4,9 km ostnordöstlich), Algoma an der Ostküste der Door-Halbinsel (27,8 km östlich), Casco (19,1 km südöstlich), Luxemburg (14,6 km südsüdöstlich), New Franken (16,4 km südsüdwestlich) und Green Bay (28,6 km südwestlich).
Die neben Green Bay nächstgelegenen weiteren Großstädte sind Wisconsins größte Stadt Milwaukee (192 km südlich), Chicago in Illinois (338 km in der gleichen Richtung) und Wisconsins Hauptstadt Madison (254 km südwestlich).

## Verkehr
Der Wisconsin State Highway 57 verläuft entlang der landseitigen Ortsgrenze von Dyckesville, während der County Highway DK als Hauptstraße durch den Ort führt. Im Zentrum mündet der aus südöstlicher Richtung kommende County Highway S ein. Alle weiteren Straßen sind untergeordnete Landstraßen, teils unbefestigte Fahrwege sowie innerörtliche Verbindungsstraßen.
Die nächsten Flughäfen sind der Austin Straubel International Airport in Green Bay (46,5 km südwestlich) und der Milwaukee Mitchell International Airport in Milwaukee (202 km südlich).

## Bevölkerung
Nach der Volkszählung im Jahr 2010 lebten in Dyckesville 538 Menschen in 224 Haushalten. Die Bevölkerungsdichte betrug 199,3 Einwohner pro Quadratkilometer. In den 224 Haushalten lebten statistisch je 2,4 Personen. 
Ethnisch betrachtet setzte sich die Bevölkerung zusammen aus 96,8 Prozent Weißen, 0,7 Prozent amerikanischen Ureinwohnern, 0,2 Prozent (eine Person) Asiaten sowie 0,7 Prozent aus anderen ethnischen Gruppen; 1,5 Prozent stammten von zwei oder mehr Ethnien ab. Unabhängig von der ethnischen Zugehörigkeit waren 3,0 Prozent der Bevölkerung spanischer oder lateinamerikanischer Abstammung. 
18,2 Prozent der Bevölkerung waren unter 18 Jahre alt, 59,1 Prozent waren zwischen 18 und 64 und 22,7 Prozent waren 65 Jahre oder älter. 47,6 Prozent der Bevölkerung war weiblich.
Das mittlere jährliche Einkommen eines Haushalts lag bei 65.000 USD. Das Pro-Kopf-Einkommen betrug 47.707 USD. 5,8 Prozent der Einwohner lebten unterhalb der Armutsgrenze.